# ميغيل سيرفيت
ميغيل سيرفيت (بالإسبانية: Miguel Servet، ولد في 29 سبتمبر 1511، فيانويفا دي سيخينا، وشقة، إسبانيا - توفي في 27 أكتوبر 1553، جينيف، سويسرا) اسمه الحقيقي هو ميغيل سيرفيتو إي كونيسا. هو فيزيائي، طبيب، مترجم، وعالم دين إسباني، تضمنت اهتماماته العديد من العلوم: علم الفلك وعلم الأرصاد الجوية؛ والجغرافية، وعلم التشريع، ودراسة التوراة، والرياضيات، وعلم التشريح، الطب. يعد معروفاً في تواريخ بعض من تلك الحقول، خصوصاً في الطب وعلم اللاهوت.
كان ميغيل سيرفيت كما كان اسمه في موطنه الأصلي إسبانيا - طبيباً، ومارس الطبابة في أماكن كثيرة من أوروبا، وقام ببحوث طبية وعلمية جمة. ويزعم البعض أنه سبق الطبيب الإنجليزي ويليام، بمدة قرن من الزمن، إلى اكتشاف الدورة الدموية. (وتناسى الجميع أن ابن النفيس سبق الاثنين في ذلك بقرون).
غير أن ميغيل سيرفيت مشهور أكثر بأنه شهيد. درس اللاهوت، كما درس الطب، ووجد نفسه غير قادر على قبول عقيدة الثالوث المقدس في شخص واحد، ولم يكن ليحبّذ اعتماد الأطفال. فراح ينشر أعمالاً كتابية توضح آراءه ووجهات نظره، الأمر الذي ورطه في مشاكل مع محاكم التفتيش في إسبانيا، فألقي القبض عليه، وحاكمته. ولكنه استطاع الهرب، ليعود فيلقى القبضُ عليه مجدداً في جنيف بسويسرا، ويُعدم حرقاً بتهمة الهرطقة.

## النشأة
ولد ميغيل سيرفيت في فيانويفا دي سيخينا، وشقة، إسبانيا. تعطي بعض المصادر تواريخ أسبق لميلاد سيرفيتوس مستندة على إدعائه الخاص بأنه ولد في 1509. قدم أجداده من قرية سيرفيتو، في جبال البايرينيز الأراغونية، والتي أعطت العائلة هذا اللقب. في عام 1524، بعث والده أنطونيو سيرفيت (اسم الشهرة: Revés)، والذي كان كاتب عدل في الدير الملكي لسيخينا، ميغيل حينما كان شاباً إلى الكليّة، من المحتمل أن تكون في جامعة سرقسطة أو ليردا. كان لسيرفيت أخوين: أصبح الأول كاتب عدل مثل أبيه، وكان الآخر كاهناً كاثوليكياً. كان سيرفيت موهوب جداً في اللغات، وقد درس العبرية، واليونانية، واللاتينية. في سن الخامسة عشر، انضم ميغيل لخدمة راهباً فرانسيسكانياً باسم خوان دي كينتانا، والذي كان إيرازموسياً، وقد قرأ كامل التوراة بلغاتها الأصلية من المخطوطات التي كانت متوفرة في ذلك الوقت. حضر جامعة تولوز لاحقاً في عام 1526 حيث درس القانون. أصبح هناك مشتبه به بالمشاركة في الاجتماعات السرية ونشاطات الطلاب البروتستانتيين.
في عام 1529، سافر سيرفيت إلى ألمانيا وإيطاليا مع كينتانا، الذي أصبح بعد ذلك كاهن اعتراف تشارلز الخامس في الحاشية الإمبراطورية. في أكتوبر عام 1530، زار يوهانز أوكولامباديوس في بازل، وبقي هناك لمدة عشرة أشهر تقريباً، وقد دعم نفسه كقارئ تصحيحي لإحدى الطابعات المحلية. في ذلك الوقت كان ينشر اعتقاداته. في مايو 1531 قابل مارتن بوسير وفابريسيوس كابيتو في ستراسبورغ. بعد شهرين، أي في يوليو 1531، قام بنشر «دي ترينيتاتيس إروريبوس» (De Trinitatis Erroribus، أي «حول أخطاء الثالوث»). في العام التالي (عام 1532) نشر «ديالوغوروم دي ترينيتات» (Dialogorum de Trinitate، أي «حوارات حول الثالوث»)، كما نشر «دي إيوستيتيا ريغني كرستي» (De Iustitia Regni Christi، أي «حول عدالة عهد يسوع»).

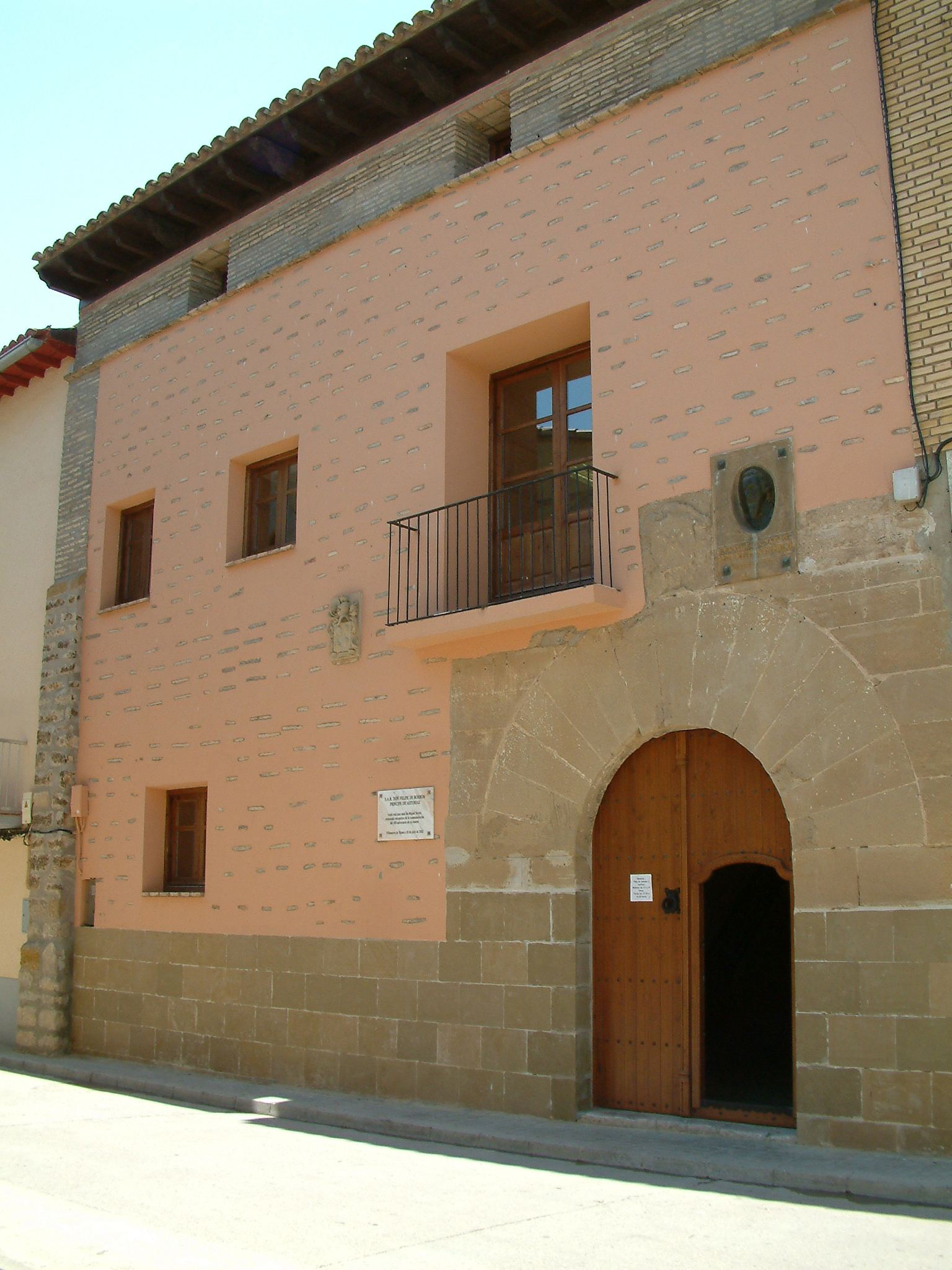
بيت ميغيل سيرفيت في فيانويفا دي سيخينا، وشقة، إسبانيا

في تلك الكتب، ألف سيرفيتوس علم لاهوت يزعم بأن اعتقاد الثالوث ليس مستنداً على التعليمات التوراتية ولكن بالأحرى على ما رآه كتعليمات مخادعة من الفلاسفة اليونانيين. رأى نفسه يقود عودة لبساطة وأصالة الإنجيل وآباء الكنيسة الأوائل. جزئياً تمنى بأن طرد العقيدة الثالوثية سيزيد من مناشدة المسيحية لليهودية والإسلام.
أكد سيرفيت بأن الشعارات القدسية، والتي كانت توضيحاً لله ولم تكن شخصية قدسية منفصلة، وحدت لإنسان، وهو يسوع، عندما جاءت روح الله إلى مريم العذراء. من ذلك المفهوم فقط يخلق الابن في الحقيقة. لذا فإن الابن لم يكن أبدياً، ولكن الشعارات التي منها تشكل أبدية. لهذا السبب، رفض سيرفيت دائماً أن يكون يسوع «الابن الأزلي للرب»، ولكن بالأحرى كان ببساطة «الابن للرب الأزلي». علم اللاهوت هذا، بالرغم من كونه أصلياً بالكامل، كان في أغلب الأحيان يقارن مع التبني (Adoptionism) ومع السابيليانية (Sabellianism)، واللتان كانتا بدعاً مسيحية قديمة. تحت الضغط الحاد من الكاثوليك والبروتستانتيين على حد سواء، عدل سيرفيتوس هذا التفسير بطريقة ما في كتابه الثاني، «حوارات» (Dialogues)، لجعل الشعارات ذوات حدود مشتركة مع يسوع. هذا جعل أفكاره مماثلة تقريباً لوجهة النظر قبل عقيدة نيقية، ولكنه لا زال يتهم بالبدع بسبب إصراره على إنكار عقيدة الثالوث وفردية الأشخاص الثلاثة القدسيين في الإله الواحد.
أخذ الاسم المستعار «ميتشل دي فيلنيوف» (أو بمعنى آخر: «ميغيل من فيانويفا»)، لكي يتفادى اضطهاد الكنيسة بسبب هذه الأعمال الدينية. درس في كلية كالفي في باريس عام 1533. بعد فترة، عاد إلى باريس لدراسة الطب في 1536. في باريس، كان من ضمن معلميه سيلفيوس، وفرنيل، وغوينتر.

## سيرة
بعدما درس الطب، بدأ بممارسة هذه المهنة. أصبح الطبيب الشخصي لكبير الأساقفة بالميير من فيين، كما كان طبيباً لغاي دي ماوجيرون، نائب حاكم دوفينيه. حينما كان يمارس مهنة الطب قرب ليون لخمسة عشر عاماً، نشر عملين حول جغرافية بتوليمي. أهدى الطبعة الأولى من بتوليمي، وطبعته من الإنجيل إلى هوغو دي لا بورت، وأهدى الطبعة الثانية من جغرافية بتوليمي لكبير الأساقفة بالميير.
بينما عمل كقارئ تصحيحي نشر عدة كتب أخرى حول الطب وعلم عقاقير. في عام 1553 نشر عملاً دينياً آخراً يحتوي على وجهات نظر معايدة للثالوث وهو "Christianismi Restitutio". قبل بضعة سنين أرسل نسخة من العمل إلى جون كالفين لبدأ المراسلات بين الطرفين. في هذه المراسلات استخدم سيرفيت الاسم المستعار «ميتشل دي فيلنيوف».

## السجن والإعدام
في 16 فبراير 1553، بينما كان سيرفيت في فيين، شجب كزنديق بواسطة غيلوم تري، وهو تاجر غني في جنيف وصديق جيد لكالفين، في رسالة أرسلها إلى أنتوين آرنيس، في ليون. بالنيابة عن المحقق الفرنسي ماثيو أوري، استوجب سيرفيتوس بالإضافة إلى آرنولي، وهو طابع «كرستيانيسمي ريستيتوتيو» (Christianismi Restitutio)، لكنهم أنكروا كل التهم وأطلق سراحهم لنقص الأدلة. طلب أوري من أنتوين آرنيس الرد إلى غيلوم تري، وطلب البراهين.
في 26 مارس 1553، بعث الكتاب والرسائل من سيرفيت إلى كالفين وتم إعادة إرسالها إلى ليون من قبل غيلوم تري. في 4 أبريل من نفس العام، اعتقل سيرفيت بواسطة السلطات الكاثوليكية الرومانية، وسجن في فيين. هرب من السجن في 7 أبريل. وفي 17 يونيو كان مداناً بالبدع بواسطة الاستقصاء الفرنسي، وحكم عليه بالحرق هو وكتبه. تم حرق تمثال له وكذلك كتبه في أثناء غيابه.

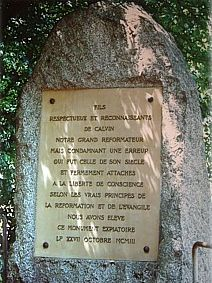
نصب تذكاري لميغيل سيرفيت في سويسرا

بقصد الهروب إلى إيطاليا، توقف سيرفيت في جنيف، حيث شجبه كالفين ومصلحوه. في 13 أغسطس 1553 حضر خطبة لكالفين في جنيف. عرف فوراً واعتقل، ثم سجن ثانية وتم مصادرة كل ممتلكاته.
لسوء حظ سيرفيت، كان كالفين في هذا وقت يحارب لإبقاء قوته الضعيفة في جنيف. صحة كالفين وفائدته للدولة جعلتاه لم يظهر شخصياً ضد سيرفيت. استعمل معارضو كالفين أيضا سيرفيتوس كذريعة لمهاجمة حكومة إصلاح جنيف الثيوقراطية. أصبحت المسألة مسألة سمعة لكالفين ليكون محرضاً لمحاكمة سيرفيت. ولكن نيقولاس دي لا فونتين لعب الدور الأكثر نشاطاً في محاكمة سيرفيتوس وتسجيل النقاط التي أداناه به.
في أثناء محاكمته، أدين ميغيل سيرفيت بتهمتين، إنكار اللاثالوثية (Nontrinitarianism) والإيصاء بها، ومعاداة معمودية الطفل (paedobaptism). قال ميغيل سيرفيت أن ذلك «هو عمل من الشيطان، وتزييف جهنمي لدمار المسيحية». بغض النظر عن السبب قوله لذلك، تصريحاته بأن التقاليد المسيحية المشتركة كانت «من الشيطان» عرقلت قدرته على التحالف بشكل كبير. على الرغم من هذا، شجب سيباستيان كاستيليو إعدامه وأصبح ناقداً قاسياً لكالفين بسبب كامل القضية.
بالرغم من أن كالفين اعتقد بأن سيرفيت يستحق الموت، تمنى على الرغم من ذلك بألا يكون بالحرق، بل بطريقة أرحم. أبدى كالفين هذه المشاعر في رسالة إلى فاريل، كتبها بعد أسبوع من اعتقال سيرفيت. في العالم البروتستانتي بازل تم منع بيع كتابه. آدان مارتن لوثر كتابته بتعابير صريحة. سيرفيت وفيليب ميلانختون كان لها وجهات نظر معاكسة بينهما. رأى أغلب المصلحين البروتستانت سيرفيتوس كشخص ثوري خطير، ولم يكن مفهوم الحرية الدينية موجوداً في ذلك الوقت. العالم الكاثوليكي أراد سجنه أيضاً وحكم عليه بالموت، مما دفع كالفين لمساواة صرامتهم.
في 24 أكتوبر 1553 حكم على سيرفيت بالإعدام حرقاً لإنكار الثالوث ومعمودية الطفل. حينما طلب كالفين بأن يعدم سيرفيت بالسيف بدلاً من الحريق، وبخه وليام فاريل، في رسالة بتاريخ 8 سبتمبر 1553، للتساهل الذي اعتبره لا داعٍ له. في 27 أكتوبر أحرق ميغيل سيرفيت خارج جنيف. سجل المؤرخون كلماته الأخيرة وهي: «السيد المسيح، ابن الله الأزلي، ارحمني». لم يبد كالفين أي ندم لتدخله في موت سيرفيت . لقد كان ذلك الرجل مثالاً لكثيرين حُكِمَ عليهم بالأعدام من قِبَل المحاكمات الكنسية في هذه الفترة.

## وصلات خارجية
- ميغيل سيرفيت على موقع الموسوعة البريطانية (الإنجليزية)
- ميغيل سيرفيت على موقع إن إن دي بي (الإنجليزية)
- (بالإسبانية) ميغيل سيرفيت البحوث
- (بالإسبانية) مؤسسة ميغيل سيرفيت
- (بالإنجليزية) نبذة ميغيل سيرفيت